# 韋斯特布魯克角
71°50′S 75°26′W / 71.833°S 75.433°W
韋斯特布魯克角（英語：Cape Westbrook）是南極洲的海岬，位於亞歷山大一世島西南端，由美國地質調查局根據該國探險隊拍攝的空中照片繪入地圖，現時由南極條約體系管理。